# Primary Guidance, Navigation and Control System
Das Primary Guidance, Navigation and Control System (PGNCS (ausgesprochen: pings)) war das unabhängige inertiale Navigationssystem der Apollo-Raumfahrzeuge. Es ermöglichte den Apollo-Raumfahrzeugen die Durchführung ihrer Operationen bei Unterbrechung der Kommunikation mit der Erde, zum Beispiel wenn sich das Raumfahrzeug hinter dem Mond befand oder bei Kommunikationsfehlern.

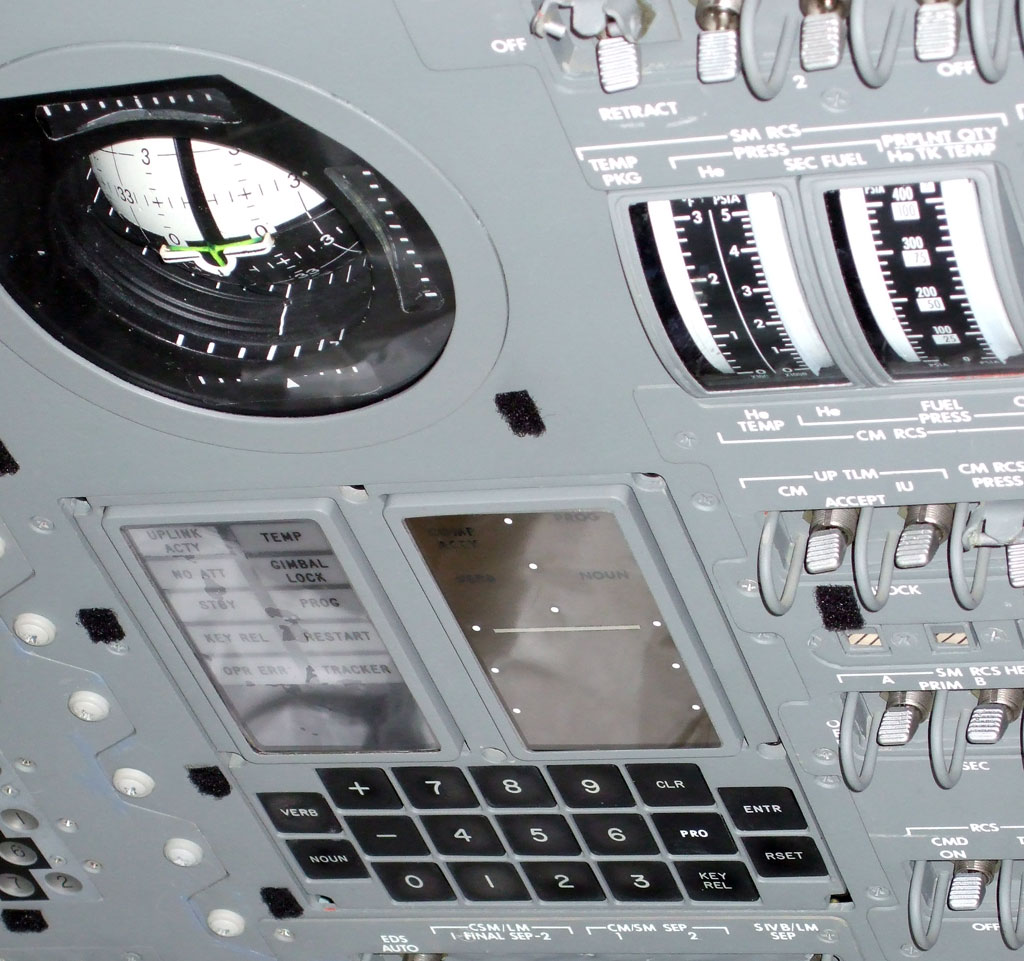
Die Benutzerschnittstelle des Apollo Guidance Computers im Kommandomodul

Sowohl das Kommandomodul (CM) der Apollo-Raumfahrzeuge als auch die Mondlandefähre (LM) waren jeweils mit einer Version des PGNCS ausgerüstet. Es wurde unter der Leitung von Charles Stark Draper am MIT Instrumentation Laboratory entwickelt. Der Hauptauftragnehmer für den Bau des PGNCS und Hersteller der Inertialmesseinheit war die Delco Division von General Motors.

## Beschreibung
Das Primary Guidance, Navigation and Control System (PGNCS) umfasste die folgenden Komponenten:
- die Inertialmesseinheit (Inertial Measurement Unit (IMU)),
- den Apollo Guidance Computer (AGC),
- die Koordinatenwandler zum Wandeln der Koordinaten der Inertialmesseinheit in Signale für die Servosteuerung,
- die optische Einheit (Optical Unit),
- einen mechanischen Rahmen, Navigation Base (oder Navbase) genannt, zur Verbindung der optischen Einheit, und bei der Mondlandefähre das Rendezvous-Radar, mit der Inertialmesseinheit und
- die AGC-Software.

### Versionen
Das Kommandomodul und die Mondlandefähre nutzten den gleichen AGC, die gleiche Inertialmesseinheit und die gleichen Koordinatenwandler. Ein Unterschied bestand in der optischen Einheit. Aufgrund der unterschiedlichen Gestaltung der Montage war ebenfalls die Navbase beim Kommandomodul und bei der Mondlandefähre unterschiedlich. Das Rendezvous-Radar der Mondlandefähre war ebenfalls mit der Navbase verbunden.
Es gab zwei Versionen des PGNCS, Block I und Block II, entsprechend den beiden Generationen von Kommandomodulen. Nach dem Apollo 1-Feuer, das in einem Block I-Kommandomodul aufgetreten war, entschied die NASA, dass bei keinem bemannten Apolloflug das Block I-Kommandomodul benutzt wird. (Allerdings kamen diese weiter bei unbemannten Flügen zum Einsatz). Die Hauptänderungen am Block II-PGNCS bestanden aus dem Austausch der elektromechanischen Koordinatenwandler gegen vollelektronische Geräte und dem Austausch der aus Beryllium gefertigten Navbase gegen eine Navbase, deren Rahmen aus mit Polyurethanschaum gefüllten Aluminiumrohren bestand. Diese Block II-Navbase war leichter, preiswerter und trotzdem starrer als die Block I-Navbase. Ebenfalls wurde bei Block II der Apollo Guidance Computer verbessert.
Einige Komponenten des PGNCS wurden später von Charles Stark Draper für das Deep Submergence Rescue Vehicle (DSRV) der United States Navy benutzt.

### Inertialmesseinheit
Die Inertialmesseinheit (Inertial Measurement Unit, IMU) war in drei Achsen kardanisch gelagert und ihre Kreiselplattform bestand aus einem Berylliumwürfel mit 15 cm (6 Zoll) Kantenlänge. Sie war mit drei Gyroskopen und drei Accelerometern ausgerüstet. Rückkopplungen, die auch die Koordinatenwandler mit einschlossen, nutzten die Signale der Gyroskope zum Steuern der Motoren für jede Achse. Durch dieses Servosystem wurde die Kreiselplattform stabil gehalten. Abgeleitet war die Inertialmesseinheit des PGNCS vom Leitsystem, das Charles Stark Draper für die Polaris-Rakete entwickelt hatte. Die IMU war gegenüber der der Gemini-Missionen, die vier kardanische Achsen hatte, vereinfacht worden und wies eine geringere Drift auf, andererseits ergab sich die Notwendigkeit, einen Gimbal Lock zu vermeiden, da dies zu einer zeitaufwendigen Initialisierung und Neuausrichtung geführt hätte.
Die Messungen des PGNCS hatten eine Winkelabweichung (Drift) von ca. 1 mrad/h. Deshalb wurde die Kreiselplattform der Inertialmesseinheit regelmäßig anhand der Fixsterne ausgerichtet.

### Optische Einheit
Das Kommandomodul verfügte über einen feststehenden Sextanten zum Messen der Winkel zwischen Fixsternen, Orientierungshilfen auf Erde beziehungsweise Mond und Planetenhorizonte. Diese Einheit bestand aus einem Abtastteleskop zum Anvisieren der Sterne und wurde zur Bestimmung der Position und der Ausrichtung des Raumfahrzeugs im Raum benutzt.
Demgegenüber verfügte die Mondlandefähre über das sogenannte Alignment Optical Telescope (AOT). Hiermit konnte nur die Lage der Mondlandefähre im Raum bestimmt werden. Das AOT bestand im Wesentlichen aus einem sonnengeschützten Prisma, das relativ zur Mondfähre um drei Achsen drehbar war, damit ein großer Teil des Mondhimmels erfasst werden konnte. Die Position des AOT wurde vom AGC gelesen. Nach Anvisieren mehrerer Fixsterne durch das AOT konnte der AGC die Lage der Mondlandefähre bestimmen.

### Software
Die auf dem AGC laufende Leitsoftware benutzte Kalman-Filter, um anhand der Daten mehrerer Positionsmessungen eine optimale Positionsbestimmung durchzuführen. Als Grundlage diente dabei eine Koordinatentransformation zwischen der Kreiselplattform des IMU und zwei Referenzkoordinatensystemen, eines mit der Erde als Zentrum und eines mit dem Mond als Zentrum. Die so entstandene Matrix wurde REFSMMAT (für: Reference to a Stable Member Matrix) genannt.

## Nutzung des PGNCS
Anders als das Wort "primary" (deutsch: grundlegend, hauptsächlich) in der Bezeichnung vermuten lässt, waren die vom PGNCS generierten Daten nicht die Hauptquelle für Informationen zur Navigation der Apollo-Raumfahrzeuge. Bahnverfolgungsdaten aus dem Deep Space Network der NASA wurden von Rechnern am Mission Control Center in Houston mittels der Methode der kleinsten Fehlerquadrate aufbereitet. Die auf diese Art ermittelte Position und Geschwindigkeit der Apollo-Raumschiffe waren genauer als die vom  PGNCS generierten Daten. Die Astronauten aktualisierten regelmäßig die REFSMMAT mit diesen von der Erde übermittelten Daten. Im Wesentlichen diente das PGNCS dazu, die Lage des Raumfahrzeugs im Raum beizubehalten und während Flugmanövern, einschließlich Mondlandung und Start vom Mond, die Raketen zu steuern. Während geplanter und ungeplanter Störungen der Kommunikation mit der Erde war das PGNCS die primäre Quelle für Navigationsdaten. Darüber hinaus wurden die von der Erde übermittelten Navigationsdaten vom PGNCS überprüft.
Die Mondlandefähre verfügte mit dem von TRW gebauten Abort Guidance System (AGS) über eine dritte Möglichkeit der Navigation. Dieses System, welches im Falle eines Fehlers des PGNCS eingesetzt werden sollte, konnte zum Start der Landefähre vom Mond und zum Rendezvous mit dem Kommandomodul benutzt werden, aber nicht zum Landen auf dem Mond.